# Muristan

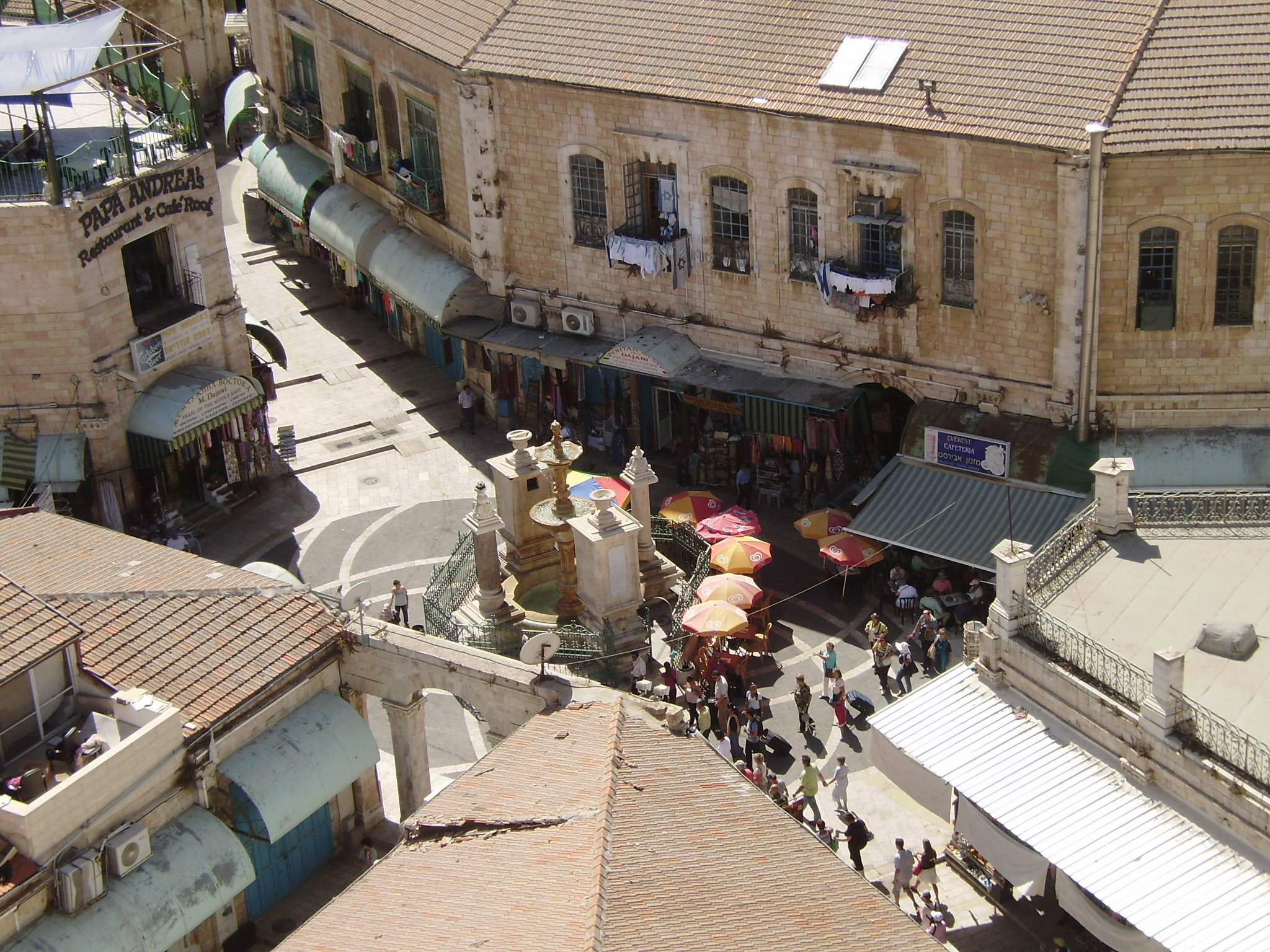
De centrale markt in Muristan, Suq Aftimos

Muristan (vanuit het Perzische: Bimarstan بیمارستان , betekenend hospitaal) is een complex van straten en winkels in de Christelijke Wijk van Jeruzalem. Op deze plaats stond ooit het eerste hospitaal van de Hospitaalridders.

## Christelijke legende
Volgens de legende, zou koning Antiochus V Eupator in de 2e eeuw v.Chr. naar Jeruzalem zijn gekomen om de Hogepriester te straffen, omdat hij de Tombe van David zou hebben geschonden. Door een goddelijke visioen van de hogepriester werd de koning naar Golgotha geleid en de koning zou daar volgens de legende het eerste hospitaal hebben gebouwd.
In 1496, schreef Guillaume Caoursin, vice-kanselier van de Hospitaliërs, dat het eerste hospitaal werd gesticht door Johannes Hyrkanus en Judas Makkabeüs.

## Geschiedenis
In 130, bezocht de Romeinse keizer Hadrianus Jeruzalem en hij herbouwde de stad, die erg had geleden tijdens de Joodse Oorlog en gaf de stad de naam: Aelia Capitolina. De eerste historische notitie werd rond 600 gemaakt, toen een abt werd aangewezen tot de proost van het hospitaal door paus Gregorius de Grote, het hospitaal moest voortaan gaan dienen als een plek van verzorging voor pelgrims. In 800 heeft Karel de Grote opdracht gegeven tot een uitbreiding van het hospitaal, zodoende werd het hospitaal ook uitgebreid met een bibliotheek. In 993 werd het hospitaal geschonken aan markgraaf Hugo van Toscane.

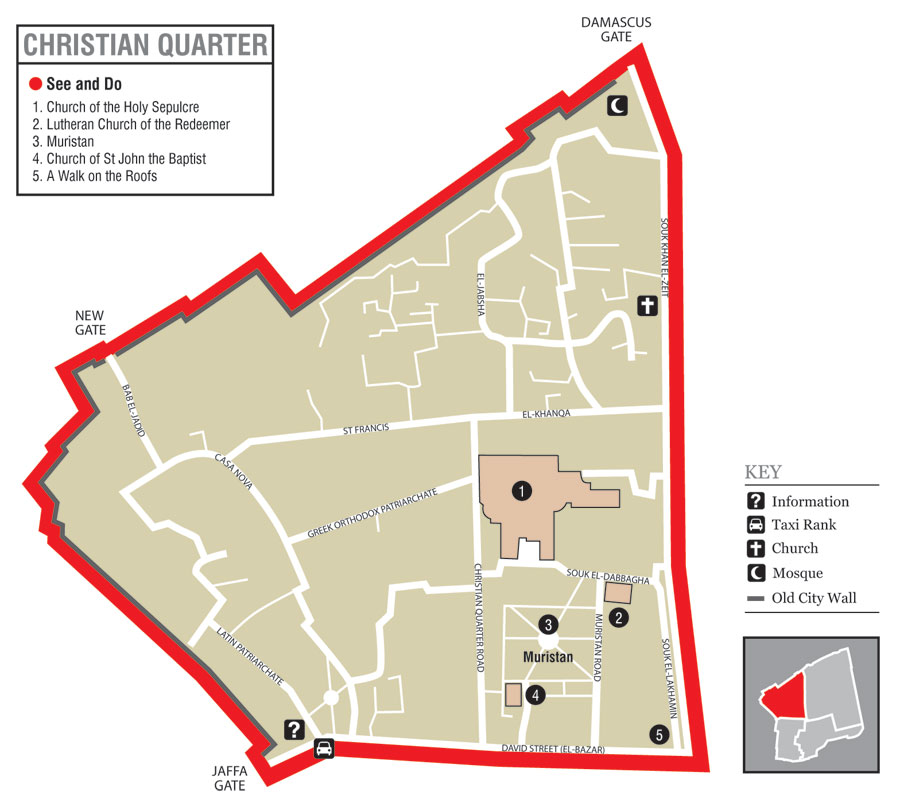
Kaart van de christelijke Wijk van Jeruzalem.

Rond het jaar 1000 vernietigde kalief Al-Hakim het hospitaal en enkele andere gebouwen in Jeruzalem. Zijn opvolger Ali al-Zahir gaf in 1023 enkele handelaars uit Salerno en Amalfi de opdracht het hospitaal te herbouwen. Het hospitaal werd herbouwd op de grond van een oud klooster en een kerk die gewijd waren aan Johannes de Doper. Aan de overkant van de weg werd een speciaal nieuw hospitaal gebouwd voor vrouwen. Beide hospitaals stonden onder leiding van een Benedictijnse abt. In 1078 werd Jeruzalem veroverd door de Seltsjoeken en zij legden hoge belastingen op aan de pelgrims die de heilige plaatsen wilden bezoeken. Ondanks dat bleef het hospitaal haar werk doen, hoewel de kans groot was dat ze vervolgd konden worden.

### Orde van Sint Jan van Jeruzalem
Ten tijde van de Eerste Kruistocht stond het mannelijk hospitaal onder leiding van Gerard Sasso. Tijdns het beleg werd hij gevangengezet door de gouverneur van de stad. Godfried van Bouillon bevrijdde Sasso en zette hem weer aan het werk in het hospitaal. Na zijn vrijlating richtte hij een religieuze orde op speciaal voor de hospitaals onder het patronage van Johannes de Doper. Deze orde zou later bekend gaan staan als de Hospitaliërs. De oprichting van de orde werd in 1113 bevestigd door Paus Paschalis II in een pauselijke bul. Gerard verkreeg ook verscheidene gebieden in het Koninkrijk Jeruzalem en onder leiding van zijn opvolger Raymond du Puy de Provence breidde de Orde flink uit, ook in militair opzicht.
Na de Val van Jeruzalem in oktober 1187, werden alle Christenen de stad uitgedreven door Saladin. Ook de orde moest verdwijnen uit de stad. Saladin gaf de gebouwen van de Hospitaliërs in het bezit van de Moskee van Omar. De gebouwen werden in de 16e eeuw geleidelijk verlaten en de gebouwen veranderde langzamerhand in ruïnes.

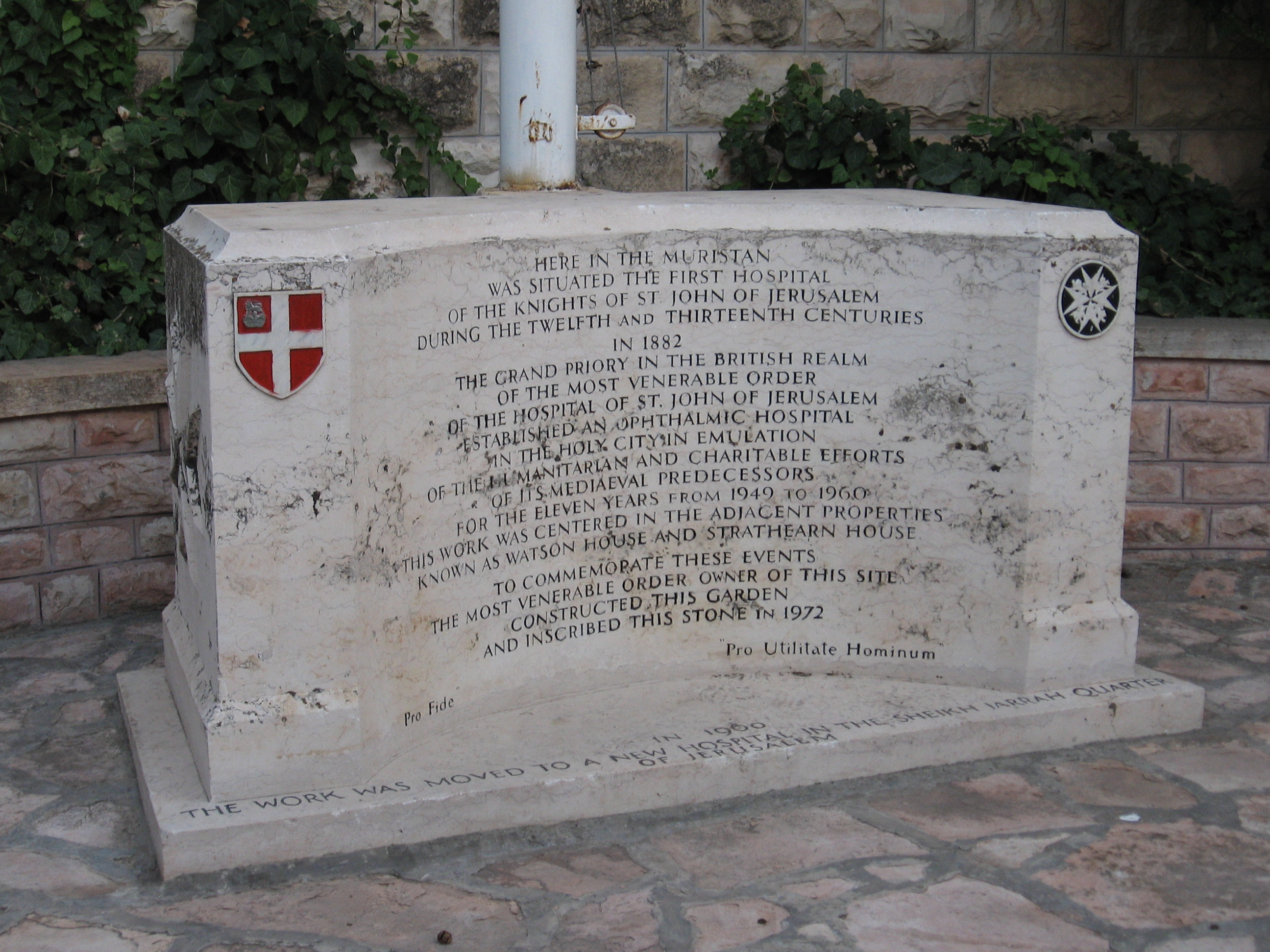
Herdenkingsteken voor het oude hospitaal van de Orde van Malta.

### In moderne tijd
In 1868 liet sultan Mehmed VI het oostelijk deel van Jeruzalem zien aan kroonprins Frederik van Pruisen gedurende zijn bezoek aan de stad. Hij verkreeg de Muristan, als Duitse kolonie in Jeruzalem. Aan het eind van de 19e eeuw werd de Kerk van de Verlosser gebouwd door de nieuwe christelijke bewoners van de stad. In hetzelfde jaar van het bezoek van Frederik van Pruisen werd een gedeelte van Muristan toegewezen aan het Orthodoxe Patriarchaat van Jeruzalem door Mehmed.
In de 20ste eeuw werden er opgravingen gedaan in de Muristan om een beeld te krijgen van het complex van de Hospitaliërs in de wijk. Er stonden nog maar weinig overblijfselen van de gebouwen in de wijk. Tegenwoordig staat er in de wijk een herdenkingsteken voor het oude hospitaal.